# آندریاس بورنشاین

آندریاس بورنشاین (به آلمانی: Andreas Bornschein) بازیکن فوتبال و مهاجم اهل آلمان شرقی بود که از سال ۱۹۸۲ میلادی عضو تیم ملی فوتبال آلمان شرقی بوده‌است. وی در ۱ بازی ملی حضور داشته و در بازی‌های ملی‌اش گلی به ثمر نرساند. آندریاس بورنشاین آخرین بازی ملی خود را در سال ۱۹۸۲ میلادی انجام داد.